# 24 Heures de Spa 2000
Navigation
Édition précédente Édition suivante
Les 24 Heures de Spa 2000 (2000 Proximus 24 Hours of Spa), disputées les 5 août 2000 et 6 août 2000 sur le Circuit de Spa-Francorchamps, sont la cinquante-troisième édition de cette épreuve. La course faisait partie du championnat Belgian Procar.

## Course

### Classement de la course
Les voitures ne parcourant pas 70% de la distance du gagnant sont non classées (NC).